# Serie A (Italia) 1972-73
La Serie A 1972–73 fue la 71.ª edición del campeonato de fútbol de más alto nivel en Italia y la 41.ª bajo el formato de grupo único. Juventus ganó su 15º scudetto.

## Equipos participantes
| Equipo         | Ciudad    | Estadio               |
| -------------- | --------- | --------------------- |
| Atalanta       | Bérgamo   | Comunale de Bérgamo   |
| Bologna        | Bolonia   | Comunale de Bolonia   |
| Cagliari       | Cagliari  | Sant'Elia             |
| Fiorentina     | Florencia | Comunale de Florencia |
| Internazionale | Milán     | San Siro              |
| Juventus       | Turín     | Comunale de Turín     |
| Lazio          | Roma      | Olímpico de Roma      |
| Milan          | Milán     | San Siro              |
| Napoli         | Nápoles   | San Paolo             |
| Palermo        | Palermo   | La Favorita           |
| Roma           | Roma      | Olímpico de Roma      |
| Sampdoria      | Génova    | Luigi Ferraris        |
| Ternana        | Terni     | Libero Liberati       |
| Torino         | Turín     | Comunale de Turín     |
| Verona         | Verona    | Marcantonio Bentegodi |
| Vicenza        | Vicenza   | Romeo Menti           |

## Clasificación
| Pos. | Equipo         | Pts. | PJ | G  | E  | P  | GF | GC | Dif. | Clasificación                                |
| ---- | -------------- | ---- | -- | -- | -- | -- | -- | -- | ---- | -------------------------------------------- |
| 1    | Juventus (C)   | 45   | 30 | 18 | 9  | 3  | 45 | 22 | +23  | Clasificado a la Copa de Campeones de Europa |
| 2    | Milan          | 44   | 30 | 18 | 8  | 4  | 65 | 33 | +32  | Clasificado a la Recopa de Europa            |
| 3    | Lazio          | 43   | 30 | 16 | 11 | 3  | 33 | 16 | +17  | Clasificado a la Copa de la UEFA             |
| 4    | Fiorentina     | 37   | 30 | 16 | 5  | 9  | 39 | 26 | +13  | Clasificado a la Copa de la UEFA             |
| 5    | Internazionale | 37   | 30 | 15 | 7  | 8  | 32 | 23 | +9   | Clasificado a la Copa de la UEFA             |
| 6    | Torino         | 31   | 30 | 11 | 9  | 10 | 33 | 21 | +12  | Clasificado a la Copa de la UEFA             |
| 7    | Bologna        | 31   | 30 | 11 | 9  | 10 | 33 | 31 | +2   |                                              |
| 8    | Cagliari       | 29   | 30 | 9  | 11 | 10 | 26 | 28 | −2   |                                              |
| 9    | Napoli         | 28   | 30 | 7  | 14 | 9  | 18 | 20 | −2   |                                              |
| 10   | Verona         | 26   | 30 | 5  | 16 | 9  | 28 | 34 | −6   |                                              |
| 11   | Roma           | 24   | 30 | 6  | 12 | 12 | 23 | 28 | −5   |                                              |
| 12   | Sampdoria      | 24   | 30 | 6  | 12 | 12 | 23 | 28 | −5   |                                              |
| 13   | Vicenza        | 24   | 30 | 7  | 10 | 13 | 15 | 31 | −16  |                                              |
| 14   | Atalanta (D)   | 24   | 30 | 5  | 14 | 11 | 16 | 33 | −17  | Descenso a Serie B                           |
| 15   | Palermo (D)    | 17   | 30 | 3  | 11 | 16 | 13 | 41 | −28  | Descenso a Serie B                           |
| 16   | Ternana (D)    | 16   | 30 | 3  | 10 | 17 | 14 | 37 | −23  | Descenso a Serie B                           |

 Fuente: BDFutbol
|            |
| Campeón    |
| Juventus   |
| 15º título |

## Resultados
| Local \ Visitante | ATA | BOL | CAG | FIO | INT | JUV | LAZ | MIL | NAP | PAL | ROM | SAM | TER | TOR | VER | VIC |
| ----------------- | --- | --- | --- | --- | --- | --- | --- | --- | --- | --- | --- | --- | --- | --- | --- | --- |
| Atalanta          | —   | 1–0 | 0–0 | 1–1 | 0–0 | 0–2 | 1–1 | 1–1 | 0–0 | 1–0 | 1–0 | 0–2 | 0–0 | 1–0 | 0–1 | 0–1 |
| Bologna           | 1–0 | —   | 4–2 | 2–0 | 1–0 | 0–2 | 1–1 | 3–2 | 2–0 | 3–0 | 1–3 | 1–1 | 3–0 | 1–0 | 4–1 | 0–0 |
| Cagliari          | 0–0 | 1–0 | —   | 2–2 | 2–3 | 0–1 | 0–1 | 0–1 | 1–0 | 2–0 | 2–2 | 1–0 | 1–0 | 1–0 | 1–1 | 3–0 |
| Fiorentina        | 4–0 | 3–0 | 3–0 | —   | 1–2 | 2–1 | 0–1 | 3–1 | 1–0 | 3–0 | 2–1 | 2–0 | 2–1 | 0–0 | 2–0 | 1–0 |
| Internazionale    | 0–0 | 0–0 | 1–0 | 1–0 | —   | 0–2 | 1–1 | 0–2 | 2–0 | 3–1 | 0–0 | 0–0 | 4–0 | 2–0 | 1–0 | 1–2 |
| Juventus          | 0–0 | 2–0 | 2–0 | 2–1 | 2–1 | —   | 1–0 | 2–2 | 0–0 | 4–1 | 1–0 | 1–1 | 2–0 | 0–2 | 1–1 | 3–2 |
| Lazio             | 2–1 | 0–0 | 2–1 | 0–0 | 0–0 | 1–1 | —   | 2–1 | 3–0 | 2–0 | 2–0 | 1–0 | 2–1 | 0–0 | 2–1 | 1–0 |
| Milan             | 9–3 | 3–1 | 1–1 | 2–0 | 3–2 | 2–2 | 3–1 | —   | 1–0 | 4–0 | 3–1 | 3–1 | 3–1 | 1–0 | 2–1 | 2–0 |
| Napoli            | 1–0 | 1–1 | 1–1 | 3–0 | 2–0 | 1–1 | 1–0 | 0–0 | —   | 1–1 | 1–0 | 0–0 | 1–0 | 1–1 | 1–1 | 2–0 |
| Palermo           | 1–2 | 1–1 | 0–1 | 1–0 | 0–2 | 0–1 | 0–2 | 0–1 | 1–0 | —   | 1–1 | 0–0 | 1–1 | 2–1 | 0–0 | 0–1 |
| Roma              | 2–0 | 0–1 | 0–0 | 1–1 | 0–2 | 1–2 | 0–1 | 0–0 | 1–0 | 0–0 | —   | 3–1 | 0–0 | 1–0 | 0–1 | 0–0 |
| Sampdoria         | 0–0 | 2–1 | 0–1 | 0–1 | 0–1 | 0–1 | 0–0 | 1–4 | 1–1 | 0–0 | 0–0 | —   | 0–0 | 2–1 | 0–1 | 0–0 |
| Ternana           | 0–0 | 2–0 | 1–1 | 0–1 | 0–1 | 2–3 | 0–1 | 0–0 | 0–0 | 0–0 | 1–4 | 0–2 | —   | 0–0 | 2–1 | 2–0 |
| Torino            | 2–1 | 3–1 | 0–0 | 3–0 | 4–0 | 2–1 | 0–0 | 2–2 | 0–0 | 2–0 | 2–0 | 0–1 | 2–0 | —   | 3–2 | 3–0 |
| Verona            | 1–1 | 0–0 | 1–1 | 1–2 | 0–1 | 0–0 | 1–1 | 5–3 | 0–0 | 1–1 | 2–2 | 1–1 | 1–0 | 0–0 | —   | 0–0 |
| Vicenza           | 1–1 | 0–0 | 1–0 | 0–1 | 0–1 | 0–2 | 1–2 | 0–3 | 1–0 | 1–1 | 0–0 | 0–0 | 1–0 | 1–0 | 2–2 | —   |